# Hybopsis lineapunctata
Hybopsis lineapunctata es una especie de peces de la familia de los Cyprinidae en el orden de los Cypriniformes.

## Morfología
Los machos pueden llegar alcanzar los 8,5 cm de longitud total.

## Hábitat
Es un pez de agua dulce endémico del sur de los Estados unidos. Habita en arroyos de tamaño pequeño a mediano especialmente en aguas tranquilas y claras cerca de correderas y vegetación.

## Distribución geográfica
Se encuentran en Norteamérica: Tennessee,  Georgia y Alabama (Estados Unidos ).